# Чемпионат мира по биатлону 2017 — эстафета (мужчины)
Соревнования мужчин в эстафете 4×7,5 км на чемпионате мира по биатлону 2017 года в Хохфильцене прошли 18 февраля.
Сборная России впервые за 9 лет стала чемпионом мира в этой эстафете. Все участники сборной впервые в карьере получили звание чемпионов мира. Ранее медаль в мужской эстафете на чемпионатах мира из россиян получал только Антон Шипулин (серебро в 2011 году).
Сборная Австрии впервые за 8 лет поднялась на пьедестал почета на чемпионате мира. Сборная Норвегии впервые с 2003 года и лишь второй раз в XXI веке осталась без медалей в мужской эстафете на чемпионатах мира (за последние 10 чемпионатов мира норвежцы не опускались ниже второго места в этой дисциплине). При этом норвежцы бежали в том же составе, в каком выиграли золото на чемпионате мира 2016 года.
Французы Мартен Фуркад и Жан-Гийом Беатрикс выиграли свои четвёртые в карьере медали в этой дисциплине (на счету каждого по три серебра и одна бронза).

## Медалисты
| Золото                                                                   | Серебро                                                                         | Бронза                                                                         |
| Россия · Алексей Волков · Максим Цветков · Антон Бабиков · Антон Шипулин | Франция · Жан Гийом-Беатрикс · Кантен Фийон Майе · Симон Дестьё · Мартен Фуркад | Австрия · Даниэль Мезотич · Юлиан Эберхард · Симон Эдер · Доминик Ландертингер |

## Результаты
| Место | Номер | Страна                                                                                  | Время     | Штрафы (К+П) | Отставание |
| ----- | ----- | --------------------------------------------------------------------------------------- | --------- | ------------ | ---------- |
| 1     | 2     | Россия · Алексей Волков · Максим Цветков · Антон Бабиков · Антон Шипулин                | 1:14:15.0 | 0+1 0+2      |            |
| 2     | 5     | Франция · Жан-Гийом Беатрикс · Кантен Фийон Майе · Симон Дестье · Мартен Фуркад         | 1:14:20.8 | 0+4 0+0      | +5.8       |
| 3     | 6     | Австрия · Даниэль Мезотич · Юлиан Эберхард · Симон Эдер · Доминик Ландертингер          | 1:14:35.1 | 0+4 0+6      | +20.1      |
| 4     | 1     | Германия · Эрик Лессер · Бенедикт Долль · Арнд Пайффер · Симон Шемпп                    | 1:14:44.6 | 0+4 0+4      | +29.6      |
| 5     | 8     | Италия · Лукас Хофер · Доминик Виндиш · Джузеппе Монтелло · Томас Бормолини             | 1:15:45.8 | 0+3 0+2      | +1:30.8    |
| 6     | 4     | Украина · Артем Прима · Сергей Семёнов · Владимир Семаков · Дмитрий Пидручный           | 1:15:56.3 | 0+6 0+4      | +1:41.3    |
| 7     | 18    | США · Лоуэлл Бэйли · Лейф Нордгрен · Тим Бурк · Шон Доэрти                              | 1:16:05.5 | 0+4 0+4      | +1:50.5    |
| 8     | 3     | Норвегия · Уле-Эйнар Бьёрндален · Эмиль Хегле Свендсен · Тарьей Бё · Йоханнес Тиннес Бё | 1:16:37.3 | 0+3 1+5      | +2:22.3    |
| 9     | 9     | Болгария · Красимир Анев · Антон Синапов · Михал Клетчеров · Владимир Илиев             | 1:17:05.3 | 0+3 1+4      | +2:50.3    |
| 10    | 7     | Чехия · Томаш Крупчик · Ондржей Моравец · Михал Шлезингр · Михал Крчмарж                | 1:17:25.0 | 0+7 1+8      | +3:10.0    |
| 11    | 16    | Швеция · Торстейн Стенерсен · Йеспер Нелин · Себастьян Самуэльссон · Фредрик Линдстрём  | 1:17:25.1 | 0+4 1+7      | +3:10.1    |
| 12    | 14    | Словакия · Матей Казар · Мартин Отченаш · Томаш Хасилла · Михал Сима                    | 1:17:44.0 | 0+6 0+3      | +3:29.0    |
| 13    | 11    | Канада · Кристиан Гоу · Скотт Гоу · Макс Дэвис · Брендан Грин                           | 1:17:50.5 | 0+6 0+4      | +3:35.5    |
| 14    | 12    | Казахстан · Ян Савицкий · Василий Подкорытов · Максим Браун · Антон Пантов              | 1:18:01.4 | 1+7 0+5      | +3:46.4    |
| 15    | 22    | Япония · Микито Татидзаки · Цукаса Кобоноки · Юнжи Нагаи · Косуке Одзаки                | 1:18:08.1 | 0+5 0+7      | +3:53.1    |
| 16    | 10    | Швейцария · Жереми Финелло · Беньямин Вегер · Марио Дольдер · Серафин Вистнер           | 1:18:47.5 | 0+5 2+7      | +4:32.5    |
| 17    | 21    | Румыния · Георг Бута · Георг Поп · Корнел Пукьяну · Ремус Фаур                          | 1:19:28.3 | 0+6 0+6      | +5:13.3    |
| 18    | 13    | Словения · Миха Довжан · Клемен Бауэр · Рок Тршан · Ленарт Облак                        | 1:19:35.0 | 0+7 0+7      | +5:20.0    |
| 19    | 17    | Беларусь · Владимир Чепелин · Максим Воробей · Дмитрий Абашев · Сергей Бочарников       | 1:19:55.1 | 0+5 4+7      | +5:40.1    |
| 20    | 19    | Финляндия · Микко Лоуккаанхухта · Туомас Гронман · Олли Хииденсало · Теро Сеппяля       | 1:20:08.2 | 1+4 0+4      | +5:53.2    |
| 21    | 15    | Эстония · Рене Закхна · Каури Кыйв · Роланд Лессинг · Калев Эрмитс                      | 1:20:39.8 | 0+3 2+9      | +6:24.8    |
| 22    | 24    | Латвия · Андрей Расторгуев · Даумантс Луса · Александрс Патриюкс · Илмарс Брицис        | 1:21:07.2 | 0+1 1+6      | +6:52.2    |
| 23    | 25    | Республика Корея · Ким Йонг Мин · Ли Ин Бок · Ким Йон Гу · Хео Сонхо                    | LAP       | LAP          | LAP        |
| 24    | 20    | Польша · Лукаш Щурек · Гжегож Гузик · Андрей Неджа-Кубинец · Рафал Пенар                | LAP       | LAP          | LAP        |
| 25    | 23    | Литва · Томас Каукенас · Кароль Домбровский · Витаутас Строля · Рокас Суславичус        | LAP       | LAP          | LAP        |
| 26    | 26    | Великобритания · Скотт Диксон · Марсель Лапондер · Винни Фонтейн · Алекс Глейв          | LAP       | LAP          | LAP        |